# Dragonstomper
Dragonstomper è un videogioco di ruolo sviluppato da Starpath e pubblicato nel 1982 per Atari 2600. Creato interamente da Stephen Landrum, è basato sul gioco di ruolo Dungeons & Dragons.